# Maszynostrojitiel (przystanek kolejowy)
Maszynostrojitiel (ros. Машиностроитель) – przystanek kolejowy w miejscowości Elektrostal, w rejonie elektrostalskim, w obwodzie moskiewskim, w Rosji. Położony jest na linii Friaziewo – Elektrostal – Nogińsk.